# José Baldasano Ros
José Baldasano Ros (Cartagena, 8 d'abril de 1777- 14 de gener de 1861) fou un polític i militar espanyol, ministre de Marina i Ultramar durant el regnat d'Isabel II d'Espanya.
En 1791 ingressà com a guardiamarina a l'Armada i en 1793 fou ascendit a alferes de fragata. Durant la Guerra Gran es va embarcar i va combatre les naus franceses a Sardenya i en la defensa de Toló. En 1802 va ascendir a alferes de navili i en 1804 a tinent de fragata, i fou destinat a la badia de Cadis, però no va prendre part en la batalla de Trafalgar. En començar a la guerra del francès participà sota les ordres de Juan Ruiz de Apodaca en la batalla de la Poza de Santa Isabel contra François Étienne de Rosily-Mesros (1808). Després fou nomenat  de la Capitania General del departament de Cartagena i el 1809 fou ascendit a tinent de navili.
Després de la guerra fou destinat a combatre els pirates barbarescos de la mediterrània i en 1819 va ascendir a capità de fragata. Apartat durant el trienni liberal, després de l'arribada dels Cent Mil Fills de Sant Lluís fou nomenat major genenal de l'Arsenal de Cartagena i en 1829 fou ascendit a capità de navili.
En 1834 fou nomenat  de la Junta Suprema de l'Armada i en 1835 ascendit a brigadier. En 1836 fou nomenat comandant del Port de Barcelona, però dimití al cap de poc. El 1839 ascendí a cap d'esquadra i el 1840 vocal de la Junta de l'Almirallat. El 1842 fou designat  de les Forces Navals del Mediterrani, però en gener de 1843 es va dissoldre l'esquadra. Aleshores fou nomenat Inspector de Matrícules de Catalunya i posteriorment vocal de la Junta d'Assistència de la Direcció de l'Armada. De 1844 a 1846 comandant del Departament del Ferrol, on va derrotar-hi la revolució de 1846 dirigida per Miguel Solís Cuetos, raó per la qual va rebre la grau creu de l'Orde d'Isabel la Catòlica. En octubre de 1846 fou nomena subsecretari del Ministeri de Marina, i durant el gabinet de Carlos Martínez de Irujo (gener-febrer de 1847) fou Ministre de Marina i Ultramar. Poc després fou ministre del Tribunal de Guerra i Marina en substitució de Juan Bautista Topete Viana. En 1852 va ascendir a tinent general i en 1853 fou designat senador vitalici.
Per votar contra Luis José Sartorius y Tapia fou destituït dels seus càrrecs, però després de la vicalvarada (1854) els va recuperar fins que el 1857 es va jubilar per motius de salut. Va morir a Cartagena en febrer de 1861.